# Florentio Maschera
Florentio Maschera, auch: Mascara Fiorenzo (* um 1540 in Brescia; † um 1584 ebenda) war ein italienischer Komponist und   Organist der Spätrenaissance.

## Leben und Wirken
Florentio Maschera lernte vermutlich bei seinem Vater Bartolomeo Maschera, der als Lateinlehrer und Pfleger der Musik am Dom von Brescia angestellt war. Unterricht, den er nach dem Zeugnis von Costanzo Antegnati von Claudio Merulo erhalten haben soll, ist anzuzweifeln, da Merula in Brescia wirkte, als Maschera in Venedig war. Sie waren vielmehr Konkurrenten um das Amt des Organisten am Markusdom in Venedig. Seine erste Anstellung erhielt Maschera als Organist im Kloster „Santo Spirito in Isola“ vor Venedig. Am 22. August 1557 wurde er mit einem Anfangsgehalt von 180 Lire Organist an der Kathedrale von Brescia, die im frühen 17. Jahrhundert durch einen barocken Neubau ersetzt wurde. Am 6. April 1573 erhielt Maschera vom Bischof von Cremona eine niedere kirchliche Weihe, die ihm vermutlich zu Einnahmen aus klerikalen Pfründen verhelfen sollte. Als sein Nachfolger wurde im Juli 1584 Costanzo Antegnati (1549–1624) eingesetzt. Maschera wird häufig in Zusammenhang mit dem in Brescia wirkenden Geigenbauer Gasparo da Salò als ausgezeichneter Gambist erwähnt. So schrieb Ottavio Rossi (1570–1630) in seinen Elogi historici di Bresciani illustri (1620), S. 497, über Maschera Nel tasteggiar le viole fù giudicato inimmitabile.

## Werk
Bekannt blieb Maschera vor allem durch seine 21 vierstimmigen Instrumental-Canzonen, die 1582 unter dem Titel Libro primo de canzoni : da sonare a quattro voci erschienen. Sie gehören zu den ältesten erhaltenen italienischen Werken, die speziell für ein Instrumentalensemble veröffentlicht wurden und nicht, wie sonst üblich, von Vokalkanzonen stammen. Nachdrucke des Buches erschienen in den Jahren 1584 und 1588. Es fanden sich jedoch bereits zwei der Canzonen in der 1574 veröffentlichten Tabolatura citthara von Paolo Virchi (1551–1610). Weitere Werke Mascheras wurden zwischen 1574 und 1617 in verschiedenen Anthologien in Italien und in Deutschland gedruckt. Die Vierstimmigkeit der Werke lassen eine Ausführung auf einem Tasteninstrument zu, es liegt jedoch nahe, dass die Werke für ein Instrumentalensemble gedacht waren, vor allem, wenn man Mascheras Ruf als Gambist und Geiger beachtet.